# Alborán
Alborán (in arabo جزيرة البران‎?) è una piccola isola spagnola (0,0712 km²) situata nell'omonimo mare ed affiancata a uno scoglio disabitato, l'islote de la nube. L'isola dista circa 50 km dalle coste settentrionali del Marocco e 90 km dal sud della provincia di Almería, in Spagna. L'isola consiste in una zona pianeggiante appena al di sopra del livello del mare; il punto più alto dell'isola misura 15 m d'altezza.
Possedimento spagnolo fin dal 1540, fu conquistata dal pirata ottomano Al Borani nella battaglia di Alborán. A causa del valore strategico dovuto alla sua posizione, nel 1960 alcune navi da pesca appartenenti all'Unione Sovietica tentarono di installare una base sull'isola. Il regime franchista reagì inviando una piccola guarnigione della marina militare, che al giorno d'oggi è l'unico insediamento presente su Alborán.
Dal punto di vista amministrativo l'isola appartiene alla provincia di Almería, e in particolare fa parte del distretto di Almería Pescadería. Assieme alle plazas de soberanía spagnole (isole Chafarinas, Melilla, Peñón de Alhucemas, Peñón de Vélez de la Gomera, Ceuta) è un territorio rivendicato dal Marocco.

## Società
L'isola ospita alcune costruzioni: un faro che è stato modernamente reso automatico, la casa abbandonata del guardiano del faro, un edificio minore, un eliporto, due moli; sorprendentemente ci sono anche un campo di calcio e un cimitero con tre tombe. Due delle sepolture sono di una suocera e di una moglie di guardiani del faro, decedute rispettivamente nel 1910 e 1920. La terza tomba non ha nome, ma secondo alcune fonti si tratta di un aviatore tedesco della seconda guerra mondiale restituito dal mare dopo l'abbattimento del suo velivolo e la conseguente morte.